# Herb gminy Pęcław
Herb gminy Pęcław – jeden z symboli gminy Pęcław, autorstwa Zdzisława Kryściaka i Jacka Rutkowskiego, ustanowiony 15 listopada 2013.

## Wygląd i symbolika
Herb przedstawia na tarczy dwudzielnej w słup w polu prawym złotym półorła czarnego z przepaską i srebrnym krzyżem na piersi, a w polu lewym błękitnym figurę Matki Bożej z Dzieciątkiem, w sukni złotej i złotych koronach (nawiązująca do figury w kościele w Piersnej).  